# Bouguer (cràter)
Bouguer és un cràter d'impacte lunar que jeu al llarg del bord sud del Mare Frigoris, al nord del cràter Bianchini. A l'oest-sud-oest de Bouguer, al llarg de la mateixa riba del mare, està el cràter Foucault. Gairebé a l'oest apareix el més prominent Harpalus, i també a l'oest hi ha el de La Condamine.
És un cràter relativament jove amb la vora ben definida. La formació és relativament circular, però hi ha unes lleus inflors exteriors a l'est, al nord-nord-oest, i al sud-oest. Hi ha alguna evidència de desploms al sortint oriental. La zona interior ocupa la meitat del diàmetre del cràter, és relativament plana i està lliure d'accidents.

## Cràters satèl·lit
Per convenció, aquestes característiques s'identifiquen en els mapes lunars posant lletres al costat del punt mitjà del cràter que es troba més pròxim al cràter Ball:

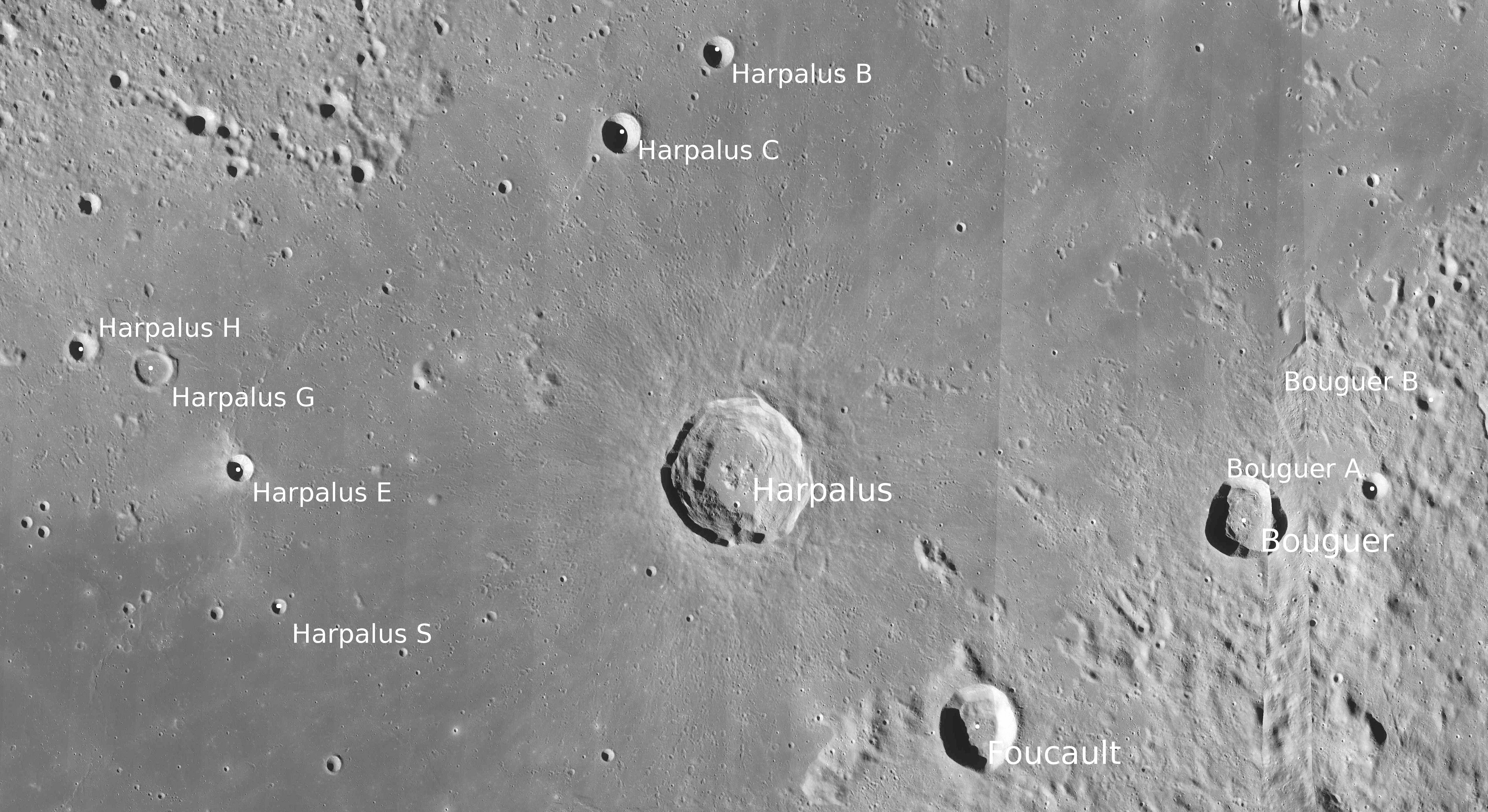
Vista de Bouger i els seus cràters satèl·lit (LROC)

| Bouguer | Coordenades                          | Diàmetre |
| ------- | ------------------------------------ | -------- |
| A       | 52° 30′ N, 33° 48′ O / 52.5°N,33.8°O | 8 km     |
| B       | 53° 18′ N, 33° 00′ O / 53.3°N,33.0°O | 7 km     |